# دروب ديد غورجيس
دروب ديد غورجيس (بالإنجليزية: Drop Dead Gorgeous)‏ فيلم كوميدا سوداء أمريكي. من اخراج مايكل باتريك جان وسيناريو لونا ويليامس. وبطولة كيرستين دانست وإلين باركين وبريتاني ميرفي وأليسون جاني ودنيس ريتشاردز وكريستي آلي وإيمي آدمز في أول فيلم لها. يتتبع الفيلم مسابقة ملكة جمال في بلدة صغيرة والجهود الشرسة والمميتة التي ستبذلها المتسابقات للحصول على التاج.
على الرغم من أن الفيلم لم يحقق نجاحًا في شباك التذاكر وقوبل في البداية بمراجعات نقدية مختلطة، إلا أنه اكتسب متابعين بمرور الوقت ويعتبر الآن فيلم كالت.

## القصة
في عام 1995، تستعد بلدة ماونت روز الصغيرة المحافظة، بولاية مينيسوتا، لمسابقة ملكة جمال المراهقات الأمريكية لمستحضرات التجميل سارة روز السنوية. يتواجد طاقم تصوير في المدينة لتوثيق المسابقة والفترة التي سبقتها. إحدى من أجريت معهم المقابلات هي أمبر أتكينز البالغة من العمر 17 عامًا، والتي قامت بالتسجيل في المسابقة على أمل الفوز بمنحة جامعية والسير على خطى معبودتها ديان سوير. ومن بين المتسابقات الآخريات ريبيكا (بيكي) ليمان، ابنة أغنى رجل في المدينة. والدة بيكي غلاديس هي رئيسة اللجنة المنظمة للمسابقة والفائزة السابقة. بسبب العلاقات التجارية بين متجر الأثاث التابع لعائلة ليمان وحكام المسابقة، يخشى الكثيرون أن يتم التلاعب بالمسابقة. وفي الأيام التي تسبق المسابقة، تحدث العديد من الأحداث الغريبة في جميع أنحاء المدينة.

## الانتاج
تدور أحداث الفيلم في مدينة ماونت روز الخيالية بولاية مينيسوتا، والتي بدورها مستوحاة من مدينة روزماونت التي نشأت فيها الكاتبة لونا ويليامز. كان عنوان الفيلم في الأصل "Dairy Queens" ولكن تم تغييره لأسباب قانونية.
تم تصوير الفيلم في جميع أنحاء منطقة مقاطعة كارفر، بشكل رئيسي في واكونيا، مينيسوتا، على الرغم من ظهور أسماء مجتمعات مينيسوتا الحقيقية على أوشحة المتسابقات لاحقًا في الفيلم.